# Vodní nádrž Křižanovice I
Křižanovice I je údolní nádrž na řece Chrudimce asi 3 km severozápadně od městečka Nasavrky. Vybudovaná byla spolu s vyrovnávací nádrží Práčov (Křižanovice II) mezi lety 1948 až 1954. Maximální zatopená plocha dosahuje 31,8 ha.

## Vodní režim
Průměrný dlouhodobý průtok činí 2,61 m³/s.

## Hráz
Má betonovou gravitační přímou hráz trojúhelníkového profilu z prostého vibrovaného betonu o výšce 31,7 m, délce 130 m a šířce 6,6 m, po jejíž koruně vede silnice z Nasavrk do Křižanovic. Objem přehrady je 2,036 miliónů m³ a její vodní hladina má při maximálním stavu 404,10 m n. m. plochu 31,80 ha.

## Využití
Využívá se k zadržení vody pro vodárenské využití v oblasti Východních Čech ( v současnosti se odebírá asi 190 l/s) a dále za účelem výroby elektrické energie v nedaleké vodní elektrárně Práčov I, se kterou je spojena potrubím o průměru 2,2 m a délce asi 3,2 km. Plní energetickou a vodárenskou funkci.

### Energetická funkce
Voda z nádrže Křižanovice I je vedena 3139 m dlouhým elektrárenským přivaděčem o průměru 2,4 m do vodní elektrárny Práčov.

### Vodárenská funkce

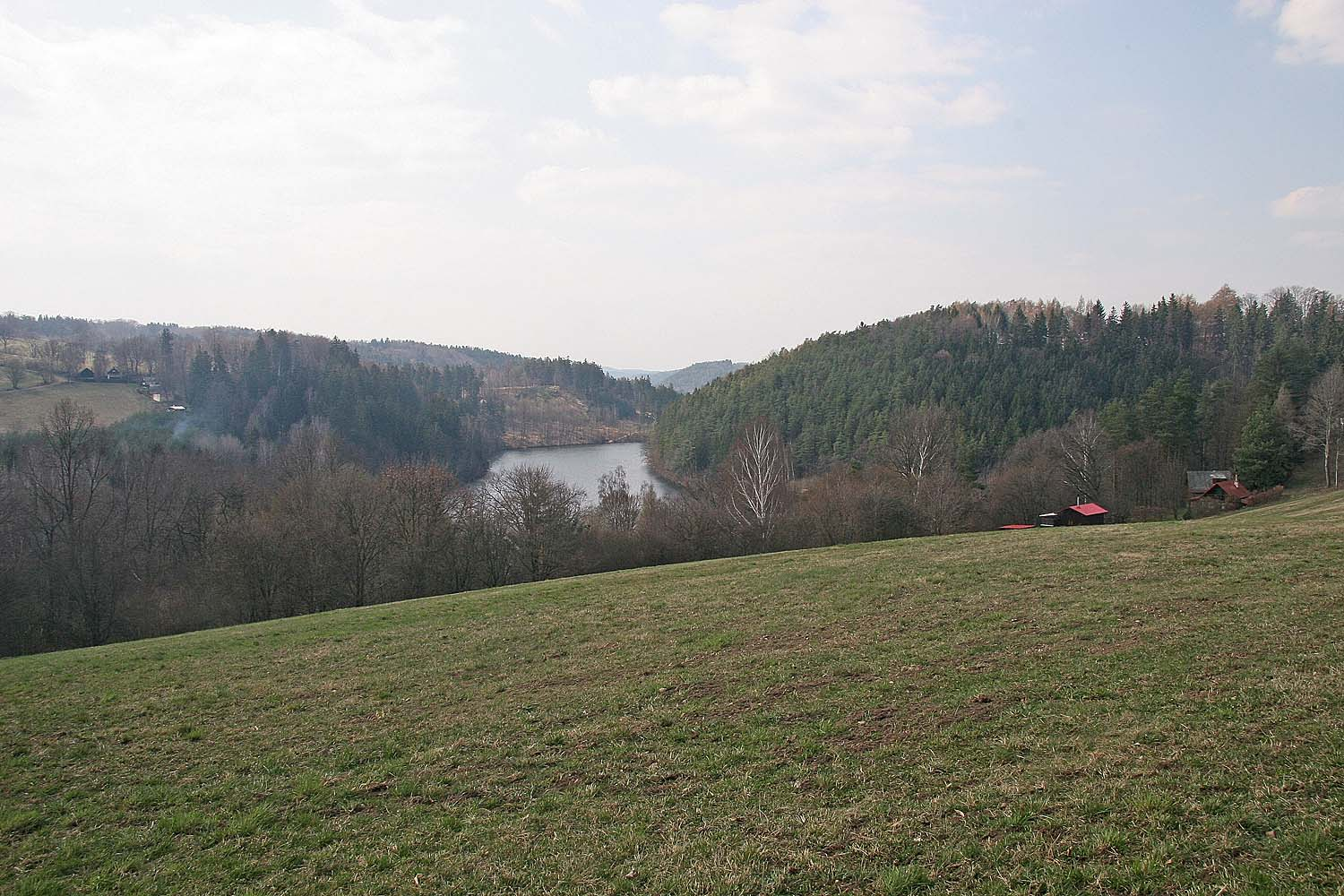
Pohled na vodní nádrž Křižanovice od obce Hradiště

Před vyústěním do vyrovnávací komory ve vodárenské věži na Práčově je odbočka do úpravny vody Slatiňany-Monaco, centra skupinového vodovodu Chrudim - Pardubice. Odběr vody je proveden samospádem-gravitačně přivaděčem s kapacitou 350 l/s. Tento přivaděč byl vybudován jako součást druhé etapy výstavby úpravny vody Slatiňany-Monaco a zprovozněn v lednu 1987. Po dobu revize přivaděče, cca 10 až 20 dní v roce, je odběr prováděn z vyrovnávací nádrže Práčov (Křižanovice II) pomocí čerpací stanice o výkonu až 300 l/s.